# Санденс 2015
Кінофестиваль «Санденс» 2015 проходив з 22 січня по 1 лютого 2015 року. Біографічний документальний фільм про американську співачку Ніну Сімон під назвою «Що трапилося, міс Сімон?» відкрив фестиваль. Комедійна драма «Бабуся» режисера Пола Вайца виступила як нічний фільм закриття .

## Нагороди
Серед багатьох інших нагород і премій, Гран-прі («Закордонне документальне кіно») отримав американсько-британсько-український документальний фільм «Російський дятел».